# Teucrium aristatum
Teucrium aristatum là một loài thực vật có hoa trong họ Hoa môi. Loài này được Pérez Lara miêu tả khoa học đầu tiên năm 1889.